# 奇卡诺人
奇卡诺人（英語：Chicano／Chicana，或）是墨西哥裔美国人的一種身份認同，通常指在美国出生、具有墨西哥血统的美国人，以区别于移居美国的墨西哥籍人士。最初，奇卡诺一词由墨西哥裔美国人自称，并用于描述在美国的墨西哥裔社区。该词源自奇卡诺运动。最早期，“奇卡诺”含有阶级和种族歧视意味，常用于贬称低收入的墨西哥人。然而，20世纪40年代，帕楚科（Pachuco）与帕楚卡（Pachuca）亚文化的青年将这一词语重新定义并自豪地认同。
在20世纪60年代，奇卡诺身份在西班牙裔社区中重新得到广泛认同，激励人们追求政治赋权、族裔团结，以及对原住民血统的自豪（许多人开始使用纳瓦特尔语或传统名字）。这一身份独立于墨西哥裔美国人的身份认同，代表着对主流美国文化同化的拒绝。贫困社区的青年们通过宣扬独特的身份来表达力量与抵抗，发展了独立的政治与文化运动，有时与黑人权力运动结成联盟。
奇卡诺运动在70年代中期逐渐衰退，受到了外部和内部的压力，包括政府监视和压制，如联邦调查局的“反情报计划”（COINTELPRO）。运动内部也因对男子气概和“大男子主义”的强调产生了性别歧视和对酷儿群体的恐同，导致社区内部裂痕。
80年代，经济改善和社会同化趋势推动许多人选择认同“西班牙裔”身份，适应保守主义潮流。此称谓源于美国政府和西班牙裔议员团体的协商，旨在帮助墨西哥裔美国人融入主流文化，远离“奇卡诺主义”，并与“激进”的黑人议员团体区别开来。
在草根阶层，奇卡诺/奇卡娜群体继续推动女性主义、LGBTQ+和反种族隔离运动，使这一身份在政治上保持活力。90年代的经济衰退和反海湾战争运动中，奇卡诺学生重新活跃，推动奇卡诺研究项目的发展。尽管面临“运动忠诚者”的批评，奇卡娜女性在运动前线表现突出，致力于解决就业歧视、环境种族主义、医疗健康、性暴力等问题，并与第三世界国家建立团结。奇卡娜女性倡导解放整个族群，追求男女平等的合作关系。
1994年，阿娜·卡斯蒂略（Ana Castillo）提出“Xicanisma”，呼吁奇卡诺/奇卡娜人“重新唤醒被遗忘的女性意识”，拥抱印第安根源并支持原住民主权。
进入21世纪，奇卡诺运动的反帝国主义传统得到延续，与无证移民的团结愈加重要，尽管法律地位和经济竞争有时使团体间存在隔阂。美国的海外干涉也与国内无证移民权利的议题相连。奇卡诺/奇卡娜意识逐渐跨越国界，探索与其他社区跨政治边界的团结。这一身份因注重原住民和去殖民化意识而重获活力，关注文化表达、抵抗城市化改造、移民权利以及女性和酷儿权利。2010年代，基于奇卡娜女性主义的“Xicanx”身份逐渐兴起，继续延续Xicanisma的理念。

## 词源
关于“奇卡诺”一词的词源，历史学家们存在一些争议。有观点认为，奇卡诺是西班牙语中一个源自古老纳瓦特尔语单词“Mexitli”（“Meh-shee-tlee”）的派生词。“Mexitli”是“惠奇洛波奇特尔·梅西特利”（Huitzilopochtlil Mexitli）这一表述的一部分，指的是墨西加人从故乡阿兹特兰迁移到墨西哥谷的历史。“Mexitli”是“墨西加”（Mexica）一词的根源，指代墨西加人，其单数形式为“Mexihcatl”（/meːˈʃiʔkat͡ɬ/）。在纳瓦特尔语和早期现代西班牙语中，Mexihcatl中的“x”代表/ʃ/或sh的音，而纳瓦特尔语中的喉塞音则消失了。
“奇卡诺”一词也可能源自“墨西卡诺”（Mexicano，墨西哥人）一词的首音节丢失。根据维拉纽瓦（Villanueva）的说法，“考虑到软腭音（x）在拼写上为（sh）是一个腭音音素”，按照墨西加人（“Meshicas”）的土著音位系统，变成了“Meshicano”或“Mechicano”。在这种解释中，“奇卡诺”源于“墨西卡诺”中的“xicano”。一些奇卡诺人将“Ch”替换为字母“X”，即“Xicano”，以重新获得纳瓦特尔语中的sh音。因此，Xicano的前两个音节来源于纳瓦特尔语，最后一个音节则为卡斯蒂利亚语。
在墨西哥的土著地区，土著人将非土著多数人称为“mexicanos”，即现代墨西哥国家的称呼。在土著群体内部，讲话者通常以其“pueblo”（村庄或部落）身份进行自我认同，如玛雅人、萨波特克人、米斯特克人、瓦斯特克人或其他数百个土著群体中的任何一种。新移民中的纳瓦特尔语使用者在城市中心可能会将与自己文化不同的同胞称为“mexicanos”，缩写为“Chicanos”或“Xicanos”。